# 泰勒斯日食
泰勒斯日食指古希腊作家希罗多德的《历史》中记载，由米利都的泰勒斯所预测的一次日食，它使当时正在交战的吕底亚和米底亚两国媾和。由于这一时代的日食之中仅有前585年5月28日日食在推算中满足希罗多德的叙述，天文学和历史学者普遍认为泰勒斯预测的即是前585年5月28日日食。另一些学者则认为推算结果与历史记载之间仍有不合之处，且古希腊人当时不具备准确预测日食所需的知识，对泰勒斯预测的为哪一次日食，乃至预测本身的有无表示质疑。

## 史料
希罗多德在《历史》第一卷第74节中描述了吕底亚王国和米底亚王国之间的战争：
吕底亚人和米底亚人之间爆发了战争，这场战争持续了五年……在第六年的又一场战役中，正当战役逐渐变得激烈时，白天突然变成了黑夜。米利都人泰勒斯曾向伊奥尼亚人预言过在哪一年会有这样的事件，而这一事件确实在这一年发生了。米底亚人和吕底亚人看到这一变化，就停止了战斗，迫切地希望达成和平协议。
希罗多德“白天突然变成黑夜”的描述被认为指代日食，若干其他古代文献也记录了泰勒斯对日食的预测。老普林尼在《博物志》第二卷第九章第53节中记载：
第一个研究日食的希腊人是米利都的泰勒斯。在第48届奥林匹克运动会的第四年，他预测了阿吕亚泰斯统治期间，从罗马城建立起第170年的日食。

## 考证
希罗多德并未记录上述战役的具体时间或地点，早期学者对泰勒斯预测的为哪一场日食众说纷纭。1811年，弗朗西斯·贝利于《自然科学会报》发表论文提出，根据《历史》其他章节的记述，在居鲁士二世征服米底亚王国之前，基亚克萨雷斯和阿斯提阿格斯先后统治米底亚40年和35年，且吕底亚和米底亚的战争在基亚克萨雷斯统治期间爆发；该章节描述的“战争第六年”则应在居鲁士征服米底亚前的69至35年之间。考虑到“白天突然变成黑夜”的描述，他还认为此次日食必定为一次日全食，而非日环食或日偏食。
根据贝利的计算结果，在这一时间范围内的日全食中，只有前610年9月30日日食能在吕底亚和米底亚两国所处的小亚细亚观测到。然而，贝利的计算随后被发现存在错误，前610年9月30日日食的全食带实际上横跨亚速海以北，在小亚细亚无法观测到日全食。1853年，皇家天文学家乔治·比德尔·艾里通过修正后的计算，认为能满足希罗多德记载的仅有前585年5月28日日食。在老普林尼的记述中，“第48届奥林匹克运动会的第四年”指前585年或前584年，“从罗马城建立起第170年”指前584年或前583年，与前585年相当接近。由于前585年5月28日日食是唯一与各类古代文献高度契合，且天文学计算结果满足要求的日食，这一日期长期以来得到历史学家和天文学家接受。

## 质疑
若干学者曾对希罗多德记载的是否为该日食表示怀疑。德国历史学家卡尔·尤利乌斯·贝洛赫在其《希腊史》（Griechische Geschichte）中写道，此次日食发生时，小亚细亚当地时间已是傍晚，距离日落不到一个小时。若日食发生时间与日落时间相隔不远，难以想象日食会被描述为“白天突然变成了黑夜”，甚至让交战双方停战:354-356。贝洛赫提出泰勒斯预测的应为前557年5月19日日食，但该日食的全食带仅掠过小亚细亚西南海岸，在当地的发生时间也只是从约下午6时30分提早到下午5时，加之前557年这一年份与大量文献记录相冲突，此观点并未获得广泛认可。
更多质疑集中于泰勒斯预测日食的方法。虽然早期学界认为泰勒斯是从外国，尤其是巴比伦的天文学研究中了解到有关日食的知识，美国天文学史学者奥托·诺伊格鲍尔表示巴比伦人在泰勒斯的时代三个世纪后才发展出预测日食的方法，前6世纪的古希腊人不具备足以预测日食的天文学和数学知识:604。若泰勒斯独立研究出了某种日食的周期，能够预测日食，则他应当可以给出日食出现的具体月份，甚至日期，而《历史》只记载泰勒斯预测了其年份。诺伊格鲍尔认为希罗多德描述的日食在前585年5月28日发生，但泰勒斯对日食的预测属于虚构。另一种推测提出泰勒斯自行总结了某种表面规律，并未发现正确的周期，这一次成功的预测仅为偶然。